# Emtricitabina
Emtricitabina, de nome comercial Emtriva, é um nucleosídeo inibidor da transcriptase reversa utilizada na prevenção e tratamento da infecção do HIV, utilizado em adultos e crianças.
Também é comercializada na versão conjunta com o tenofovir (Viread®), sob a marca Truvada®. Existe também a dose tripla de emtricitabina, tenofovir e efavirenz foi aprovada pelo FDA em 12 de julho de 2006 sob a marca de Atripla®.

## Mecanismo de ação
Emtricitabina é um análogo da citidina.  A droga funciona através da inibição da transcriptase reversa, a enzima que copia RNA VIH em novos DNA  virais. Por interferir neste processo, que é central para a replicação do HIV, emtricitabina pode ajudar a baixar a quantidade de HIV, ou "carga viral", em um corpo do doente e pode indiretamente aumentar o número de sistema imunológico células (chamadas células T ou células T CD4 +).

## Indicações
Emtricitabina está indicado em combinação com outros agentes antirretrovirais para o tratamento da infecção pelo HIV em adultos. Esta indicação é baseada na análise dos níveis plasmáticos do RNA viral e contagens de células CD4 em duas Fase III de ensaios clínicos de Emtriva de duração de 48 semanas.

## Efeitos colaterais
Na prática clínica, toxicidade com emtricitabina é incomum. O tratamento mais comum relacionado com os eventos adversos são diarréia, dor de cabeça, náuseas e erupção cutânea.  Estes sintomas são geralmente de gravidade leve a moderada. Descoloração da pele, que normalmente é relatado como hiperpigmentação e geralmente afeta tanto as palmas das mãos ou as solas dos pés, é relatado em menos de 2% dos indivíduos e é quase exclusiva para doentes de origem africana.[carece de fontes?]